# Gran Premi de Lugano
El Gran Premi de Lugano (en italià Gran Premio di Lugano) és una cursa ciclista suïssa que es disputa als voltants de la vila de Lugano de 1981. Aquesta cursa substituí la contrarellotge individual homònima que es disputà entre 1950 i 1979.
Les edicions de 1997 i 1998 foren obertes sols a amateurs. Des del 2005 la cursa forma part de l'UCI Europa Tour.

## Palmarès
| Any                                                                               | Vencedor            | Segon                       | Tercer               |         |
| --------------------------------------------------------------------------------- | ------------------- | --------------------------- | -------------------- | ------- |
| 1981                                                                              | Josef Fuchs         | Daniel Gisiger              | Marco Vitali         |         |
| 1982                                                                              | Marco Vitali        | Hans Von Niederhäusern      | Viktor Schraner      |         |
| 1983                                                                              | Chris Wreghitt      | Erich Maechler              | Gilbert Glaus        |         |
| 1984                                                                              | Benno Wiss          | Urs Zimmermann              | Jean-Claude Leclercq |         |
| 1985                                                                              | Gottfried Schmutz   | Jean-Claude Leclercq        | Richard Trinkler     |         |
| 1986                                                                              | Mauro Gianetti      | Stephen Hodge               | Daniel Huwyler       |         |
| 1987                                                                              | Thomas Wegmüller    | Acácio da Silva Mora        | Stefan Joho          |         |
| 1988                                                                              | Marco Vitali        | Daniel Wyder                | Jocelyn Jolidon      |         |
| 1989                                                                              | Gilles Delion       | Urs Freuler                 | Guido Winterberg     |         |
| 1990                                                                              | Marco Vitali        | Daniel Huwyler              | Mike Renfer          |         |
| 1991                                                                              | Pascal Jaccard      | Thomas Benz                 | Marcel Bischof       |         |
| 1992                                                                              | Steffen Rein        | Andrzej Sypytkowski         | Nicola Puttini       |         |
| 1993                                                                              | Roberto Caruso      | Roland Meier                | Thomas Bay           |         |
| 1994                                                                              | Andrea Chiurato     | Beat Zberg                  | Gabriele Colombo     |         |
| 1995                                                                              | Stefano Colagè      | Fabrizio Bontempi           | Giuseppe Guerini     |         |
| 1996                                                                              | Amilcare Tronca     | Armin Meier                 | Andrea Stocco        |         |
| 1997                                                                              | Michele Rezzani     |                             |                      |         |
| 1998                                                                              | Luca Bianucci       |                             |                      |         |
| 1999 i 2000. No disputat                                                          |                     |                             |                      |         |
| 2001                                                                              | Luca Paolini        | Beat Zberg                  | Bobby Julich         |         |
| 2002                                                                              | Ruslan Ivanov       | Davide Rebellin             | Niki Aebersold       |         |
| 2003                                                                              | David Moncoutié     | Aleksandr Kólobnev          | Ruslan Hrísxenko     |         |
| 2004                                                                              | Frédéric Bessy      | David Moncoutié             | Vladimir Miholjević  |         |
| 2005                                                                              | Rik Verbrugghe      | Patrice Halgand             | Emanuele Sella       |         |
| 2006                                                                              | Paolo Bettini       | Kim Kirchen                 | Aliaksandr Kutxinski |         |
| 2007                                                                              | Luca Mazzanti       | Peio Arreitunandia Quintero | Ievgueni Petrov      |         |
| 2008                                                                              | Rinaldo Nocentini   | Davide Rebellin             | Enrico Gasparotto    |         |
| 2009                                                                              | Rémi Pauriol        | Davide Rebellin             | Simon Gerrans        |         |
| 2010                                                                              | Roberto Ferrari     | Jure Kocjan                 | Giampaolo Cheula     |         |
| 2011                                                                              | Ivan Basso          | Fabio Duarte Arévalo        | Giovanni Visconti    |         |
| 2012                                                                              | Eros Capecchi       | Damiano Cunego              | Enrico Battaglin     |         |
| 2013. No disputat per les condicions meteorològiques'"`UNIQ--ref-00000003-QINU`"' |                     |                             |                      |         |
| 2014                                                                              | Mauro Finetto       | Sonny Colbrelli             | Diego Ulissi         |         |
| 2015                                                                              | Niccolò Bonifazio   | Francesco Gavazzi           | Matteo Montaguti     |         |
| 2016                                                                              | Sonny Colbrelli     | Diego Ulissi                | Roberto Ferrari      |         |
| 2017                                                                              | Iuri Filosi         | Marco Frapporti             | Davide Orrico        |         |
| 2018                                                                              | Hermann Pernsteiner | Kristian Sbaragli           | Enrico Gasparotto    |         |
| 2019                                                                              | Diego Ulissi        | Aliaksandr Rabuixenka       | Matej Mohorič        |         |
| 2020                                                                              | suspesa             | suspesa                     | suspesa              | suspesa |
| 2021                                                                              | Gianni Moscon       | Valerio Conti               | Ben Hermans          |         |
| 2023                                                                              | suspesa             | suspesa                     | suspesa              | suspesa |